# Gestione Trasporti Metropolitani

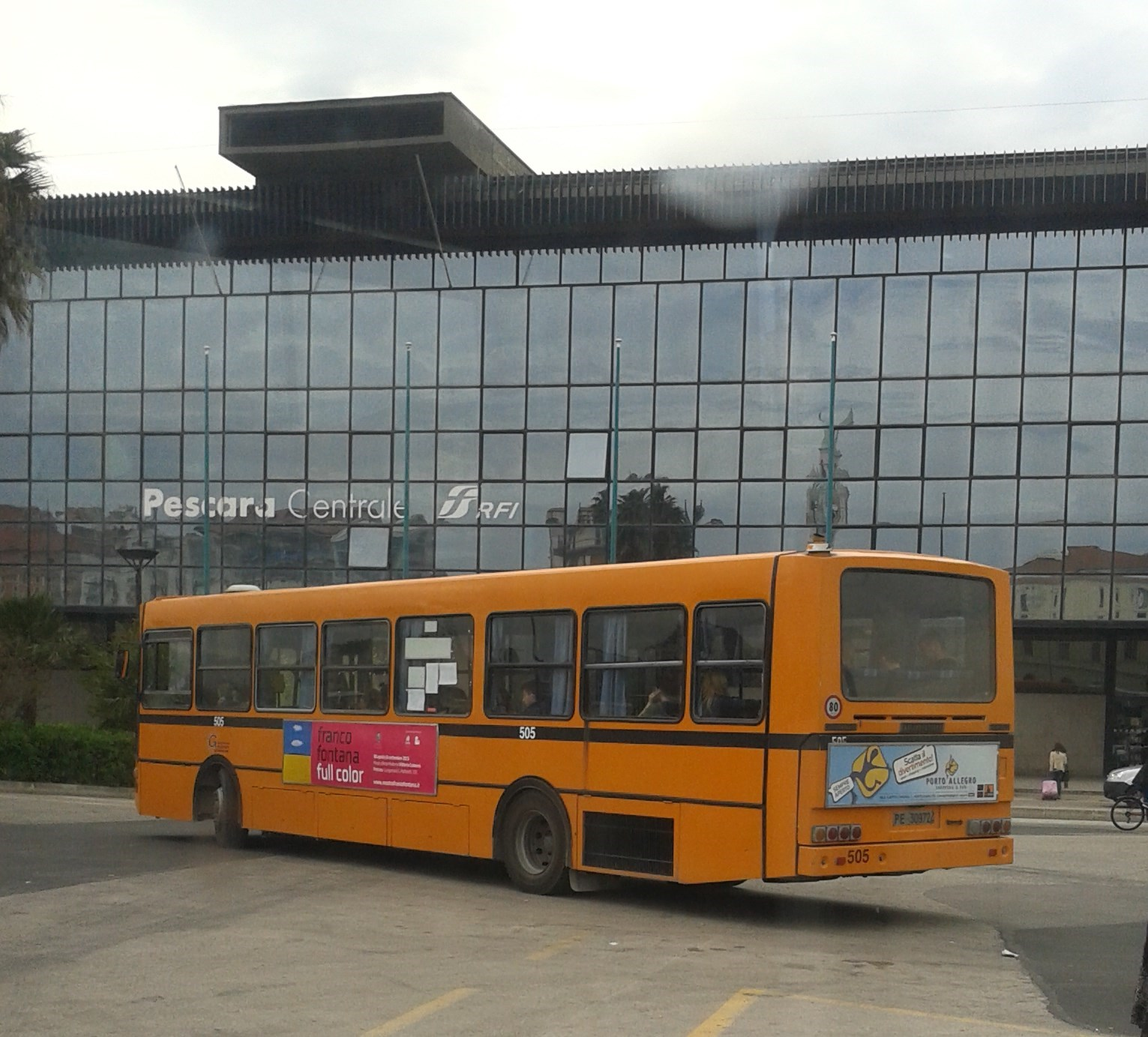
Menarini 201 della GTM in partenza per Penne

Gestione Trasporti Metropolitani Spa, sigla GTM, è stato il gestore responsabile dei trasporti dell'area metropolitana di Pescara, nato dalle ceneri della FEA, l'azienda che tra gli anni '30 e '50 gestiva la Ferrovia Pescara-Penne.

## Storia
La FEA dopo il fallimento del 1955 e il lungo periodo della Gestione commissariale governativa, con decreto del Ministero dei trasporti del 30 dicembre 1996 è stata affidata alle Ferrovie dello Stato S.p.a. per la ristrutturazione della gestione e per definire le modalità per il trasferimento alla Regione. Nel 2001 le Ferrovie dello Stato hanno costituito la società Ferrovia Penne Pescara s.r.l., con capitale sociale detenuto prima dal Ministero dei trasporti e poi dalla Regione Abruzzo, entrambi nei rispettivi periodi soci unici. Il 31 gennaio 2001 si è concretizzata la cessione, a titolo gratuito, dal Ministero dei trasporti alla Regione Abruzzo, in vista della trasformazione in S.p.a.. La costituita GTM Spa era controllata dalla Regione Abruzzo.
Nel 2015 la società confluisce nella nuova azienda regionale TUA.

## Il nome

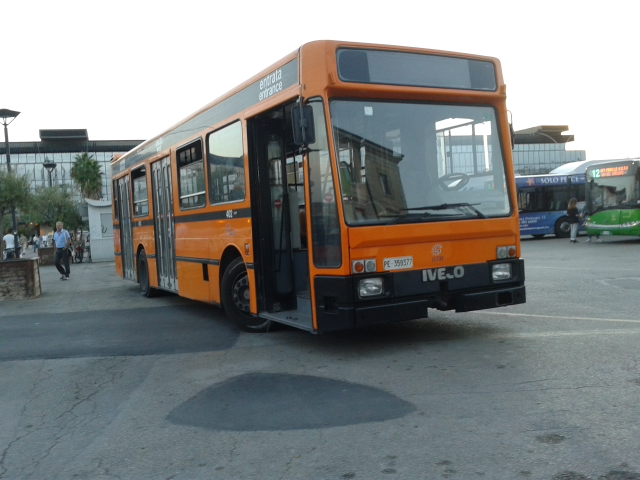
Iveco Turbocity matricola 402 in sosta presso la Stazione FS

Il nome GTM non è casuale: i lunghi anni di gestione commissariale hanno fatto sì che per tutti i pescaresi la compagnia si identificasse con il nome "la gestione", richiamato anche dal logo, composto da due G contrapposte e dalla dicitura "Gestione Governativa". Infatti se tale gestione era nata dalla necessità di continuare a garantire i trasporti tra Pescara e Penne, ben presto il core business divenne il trasporto urbano nell'area metropolitana, facendo sì che i pescaresi si abituassero al fatto che i loro mezzi urbani fossero gestiti da una gestione "esterna".
Quando la gestione commissariale ebbe termine il nome provvisorio che le Ferrovie dello Stato diedero alla società fu Ferrovia Penne Pescara Srl, chiaro riferimento alle origini dell'azienda, ma esso non fu mai utilizzato come marchio commerciale e ben presto la ragione sociale venne mutata nell'attuale, utilizzata anche come brand.

## Servizio
Il servizio di bus effettuato dalla società copre con circa venti linee la città di Pescara e si estende alla linea interurbana per Penne  ed al collegamento con alcuni comuni vicini facenti parte delle province di Chieti e di Pescara e precisamente in quelli di Montesilvano, Francavilla al Mare, Loreto Aprutino, Cappelle sul Tavo, Penne, Collecorvino, Picciano e Piccianello.

## Parco mezzi

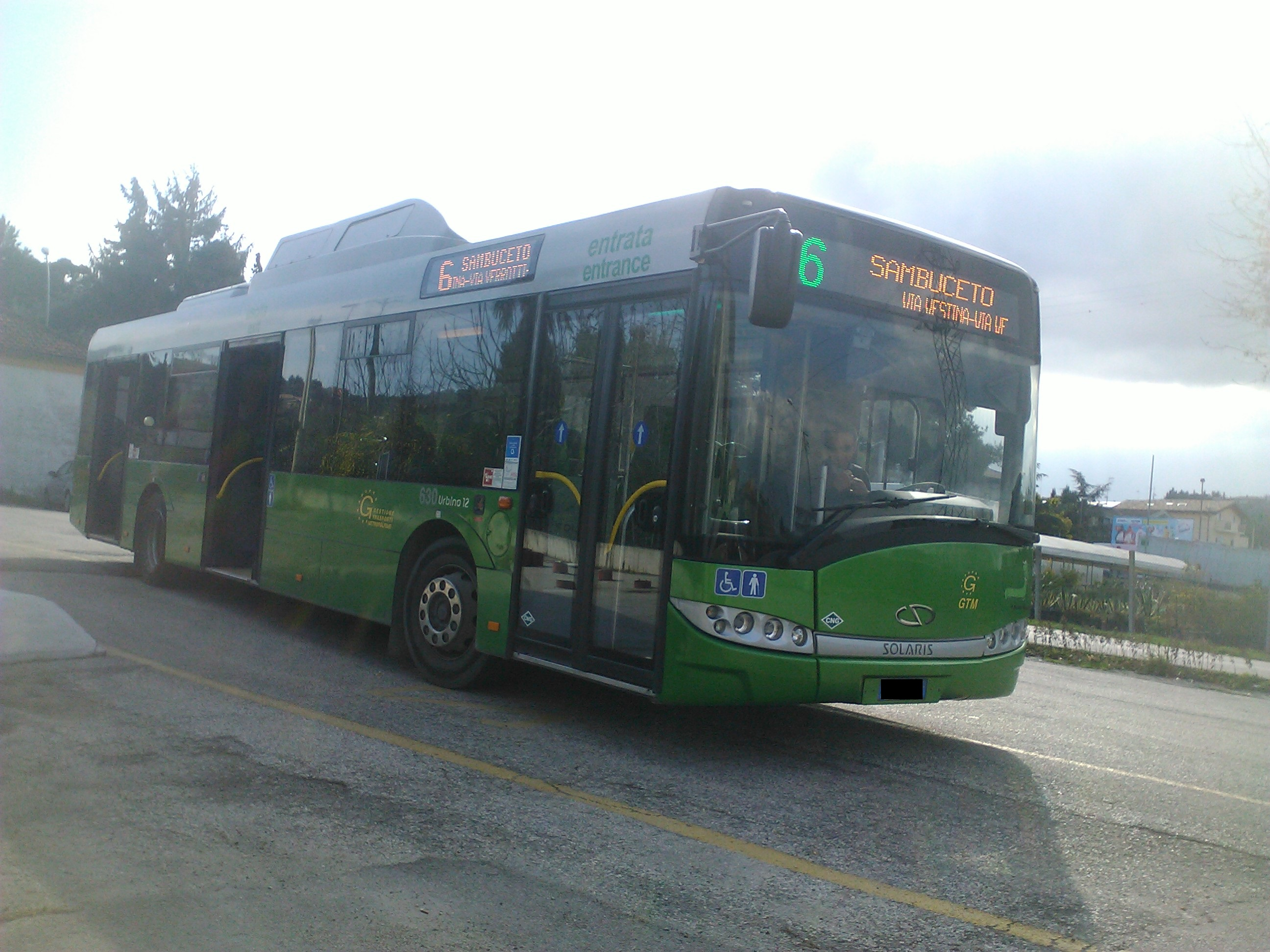
Solaris Urbino matricola 630 al capolinea di Montesilvano (cimitero) per la linea 6

Il parco mezzi aziendale della GTM consta di oltre 130 autobus tra urbani e interurbani, adibiti questi ultimi alla linea Pescara-Penne.